# Verrerie de Goetzenbruck
La verrerie de Goetzenbruck se situe dans la commune française de Goetzenbruck, dans le département de la Moselle en région Grand Est.

## Histoire
La verrerie est fondée en 1721 par Jean-Georges Poncet, verrier à Meisenthal, ayant reçu du duc Léopold Ier de Lorraine 600 arpents en forêt de Goetzenbruck pour y établir leur industrie. 

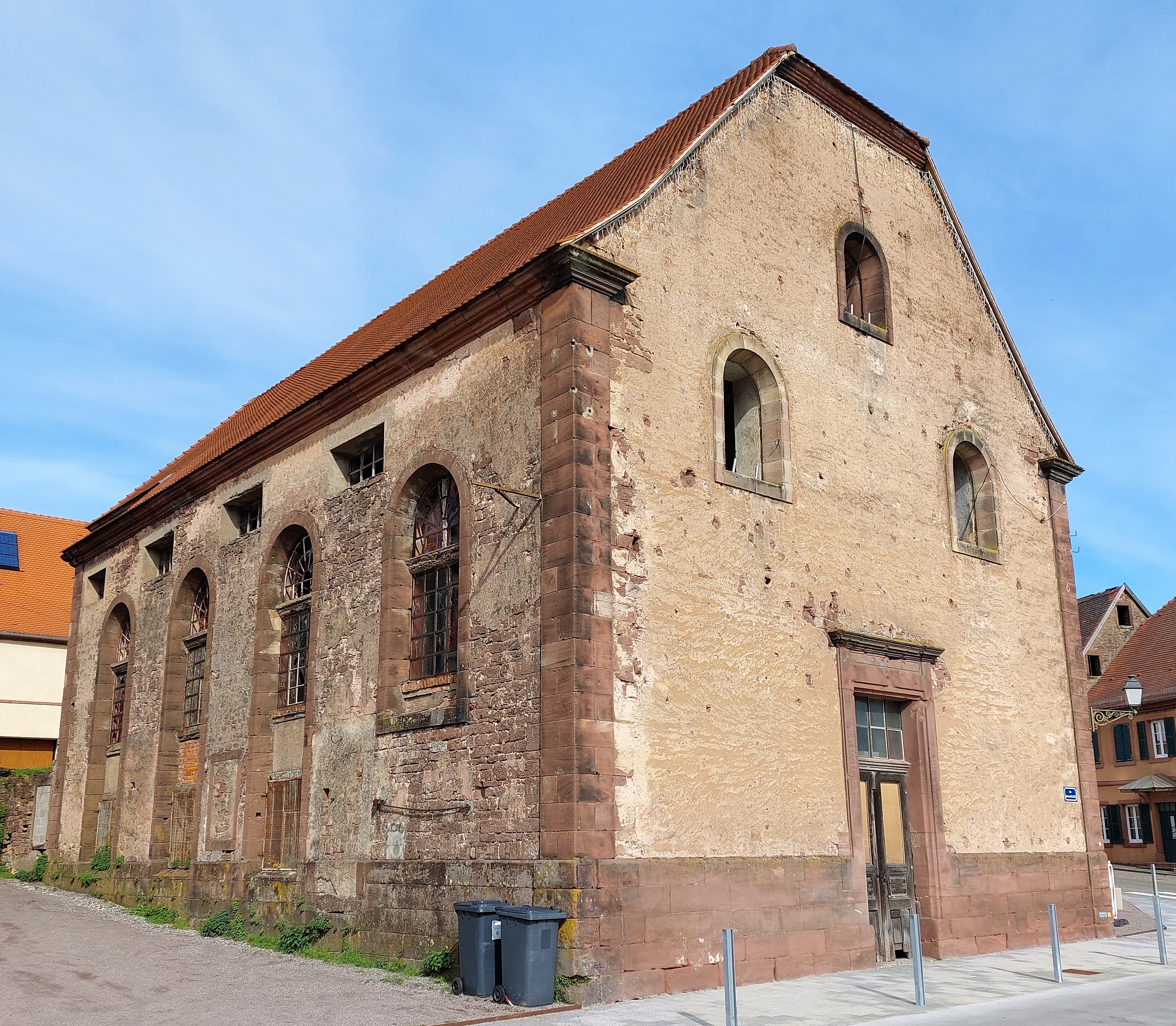
La chapelle des verriers, vestige de la verrerie.

Après avoir fondé une verrerie dans le village en 1721, Jean-Baptiste Poncet, assesseur à la prévôté de Bitche, fait construire quelques années plus tard (1724) une chapelle en l'honneur de la Vierge Marie pour les verriers.
La chapelle des Verreries est construite vers 1730 pour les verriers, aux frais du fondateur, et reconstruite en 1807. 
Spécialisée à l'origine dans le verre de montre, la verrerie ne verra sa production se diversifier qu'à la fin du XVIIIe siècle, par les frères Walter, avec la fabrication de la gobeleterie, ses produits étant diffusés dans le monde entier. Vers 1925 s'y ajoutent les verres à lunettes, les globes de pendule et les verres pour laboratoire. L'activité verrière s'est reconvertie en 1981 dans la fabrication de verres pour les laboratoires.
Une des spécialités de la verrerie était ses statuettes en verre églomisé de la Vierge à l'Enfant, au XIXe siècle. Soufflées dans un moule, ces œuvres étaient argentées à l'intérieur et rehaussées de peinture à l'émail pour les chairs.
En 1981, l'usine dépose son bilan et est rachetée par la société britannique Pilkington pour y fabriquer des verres ophtalmiques (verres de lunettes). Depuis, la société a été rachetée par Sola optique (groupe Zeiss) qui, en 2006, décide de délocaliser l'unité de production au Mexique. En 2022, le complexe industriel est en reconversion.